# Âge d'or de l'Islam
Pour les articles homonymes, voir Âge d'or (homonymie).

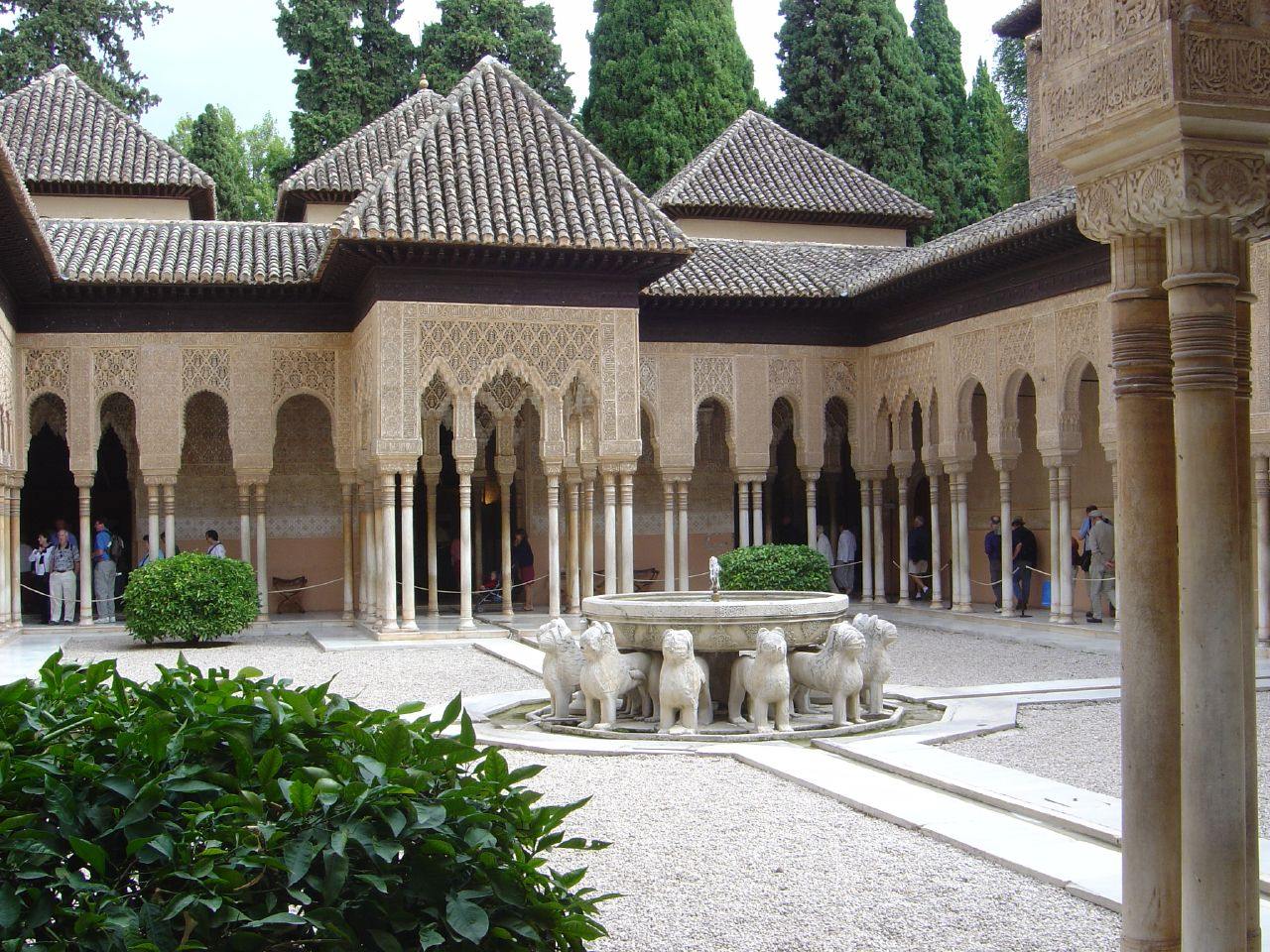
Le palais de l’Alhambra à Grenade (Espagne).

L’âge d’or de l'Islam, est traditionnellement daté entre le milieu du VIIIe et le milieu du XIIIe siècle,. Durant cette période, les artistes, ingénieurs, érudits, poètes, philosophes, géographes et commerçants du monde islamique ont fortement contribué à l'agriculture, aux arts, à l'économie, à l'industrie, au droit, à la littérature, à la navigation, à la philosophie, aux sciences, à la sociologie et aux technologies. La civilisation islamique, qui s'appropria d'abord l'héritage des mondes méditerranéen, iranien et indien antiques, développa en l'espace de quelques décennies à partir de 850 une culture originale, unifiée par la langue arabe, le commerce et la religion. Présente sur trois continents, elle s'épanouit sur un espace extrêmement vaste et joua ainsi un rôle crucial dans le maintien et la diffusion de la numération de position, des connaissances géographiques et astronomiques, et enfin des œuvres philosophiques de l'Antiquité. Howard R. Turner écrit : « Les artistes et scientifiques musulmans, les princes et les travailleurs ont fabriqué ensemble une culture unique qui a directement et indirectement influencé les sociétés sur les autres continents ».

## Historiographie
Le terme même de « civilisation islamique » est mis en cause par certains chercheurs, comme l’historien iranien Shodja-e-din Shafa qui, dans deux livres polémiques intitulés Renaissance (en perse : تولدى ديگر) et Après quatorze siècles (en perse : پس از 1400 سال), s’interroge sur la pertinence d’expressions comme « science islamique ». Shafa estime que, s'il est vrai que la religion a servi de ciment pour presque tous les empires anciens et leur a permis de fonder leur autorité, elle ne se définit pas par des traits qui justifieraient d'attribuer à ses pratiques cultuelles le développement particulier des sciences, des techniques et des arts. Divers empires historiques ont adopté une religion officielle, sans que, pour autant, la science et les arts qui s'y épanouirent soient attribués à la religion en question. D'ailleurs, le Bas-Empire romain, l’Empire byzantin et tous les empires européens ultérieurs, quoique chrétiens et se proclamant tels, ne sont pas considérés comme une seule et même civilisation.

### Historique du concept
L'expression « âge d'or islamique » a commencé à être utilisée dans la littérature du XIXe siècle consacrée à l'histoire islamique, dans le contexte d'un courant artistique occidental appelée l'orientalisme. L'auteur d'un Manuel du voyageur en Syrie et en Palestine datant de 1868 observait alors que les plus belles mosquées de Damas étaient comme le « mahométanisme lui-même, en décomposition rapide » et des reliques de l'« âge d'or de l'islam ».
Il n'existe pas de définition univoque de ce terme, et selon qu'il est utilisé en mettant l'accent soit sur les réalisations culturelles soit militaires, il peut être interprété comme faisant référence à des périodes assez disparates. Ainsi, certains auteurs suggèrent qu'elle puisse correspondre à la durée du califat, soit « six siècles et demi », tandis que d'autres la ferait finir après les quelques décennies des conquêtes du califat des Rachidoune, avec la mort d'Umar et de la première fitna.
Au début du XXe siècle, ce terme n'était utilisé qu'occasionnellement et faisait souvent référence aux premiers succès militaires des califes Rachidoune. Ce n'est qu'au cours de la seconde moitié du XXe siècle que le terme a été utilisé plus fréquemment, désignant aujourd'hui principalement l'épanouissement culturel des sciences et des mathématiques sous les califats ayant régné entre les IXe et XIe siècles, soit entre l'établissement de la science organisée à la Maison de la sagesse et le début des croisades. Mais les définitions de cette période variant toujours considérablement et elle est souvent étendue plus précocement en incluant une partie du VIIIe siècle, dès la fondation de Bagdad par les Abbassides, et plus tardivement jusqu'au XIIe siècle voire au début du XIIIe siècle, avant la destruction de la capitale par Houlagou Khan.
L'assimilation de la fin de l'âge d'or à la fin des califats est un point de coupure commode basé sur un repère historique, mais on peut soutenir que la culture islamique est entrée dans un déclin progressif beaucoup plus tôt. Ainsi, Khan (2003) identifie l'âge d'or propre comme les deux siècles entre 750 et 950, soutenant que la perte initiale de territoires sous Harun al-Rashid s'est aggravée après la mort d'al-Ma'mun en 833, et que les croisades du XIIe siècle ont entraîné un affaiblissement de l'empire islamique dont il ne s'est jamais remis.

## Histoire

### Les origines: à la croisée des routes commerciales

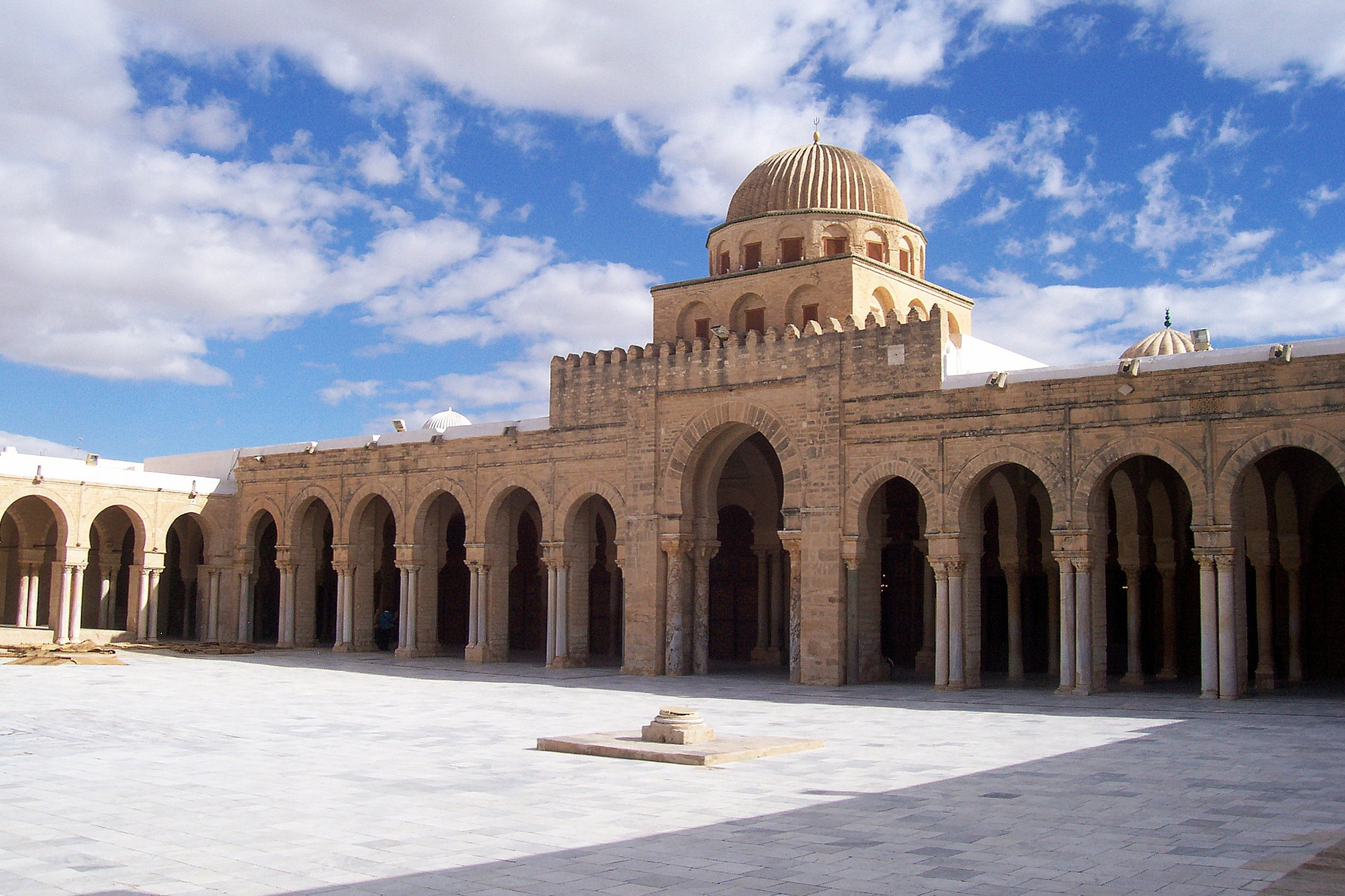
La grande mosquée de Kairouan (en Tunisie), fondée en 670 mais dont l'état actuel remonte au IXe siècle, est parmi les œuvres architecturales représentatives de l'âge d'or islamique.

Bernard Lewis estime que les monarchies islamiques ont hérité « des connaissances et savoir-faire du Moyen-Orient, de la Grèce et de la Perse. À cela, les musulmans ont ajouté des savoirs de civilisations médiévales étrangères, comme la fabrication du papier, empruntée aux Chinois et l’écriture décimale positionnelle, empruntée aux Indiens ».
L'âge d'or islamique a commencé avec la traduction des œuvres scientifiques d’origines grecque, indienne, persane et syriaque en arabe, à partir de la fin du VIIIe siècle, grâce au calife abbasside Al-Mansur (Abbasside), fondateur de Bagdad. Il s'est poursuivi avec la création des Maisons de la sagesse (Beit Al-Hikma). La première de ces institutions a été fondée à Bagdad en 832 par le calife Al-Ma’mūn. Les foyers d’étude et d’échange étaient nombreux : outre Bagdad, il y avait Le Caire, Damas, Grenade, Boukhara, Chiraz, Ispahan, Samarcande, Cordoue, Fès…
Les savoirs que les peuples musulmans ont rassemblés puis fait fructifier au Moyen Âge sont liés à des degrés divers à la géographie. Du reste, dès avant l’Hégire, La Mecque était un important carrefour commercial d’Arabie et Mahomet lui-même était un négociant. Avec la tradition du pèlerinage à la Mecque, ce sanctuaire devint un lieu d'échange de marchandises aussi bien que d’idées. L’influence des marchands musulmans dans les villes et villages disséminés le long des routes de commerce sahariennes et asiatiques était extrêmement importante. Ainsi, c'est par l'économie marchande que la civilisation islamique se développa et s'étendit, au contraire des monarchies chrétiennes, indiennes et chinoises dont les sociétés étaient dominées par une noblesse détenant le monopole de la propriété foncière. Les marchands propagèrent ainsi leur foi jusqu'en Chine (avec pour conséquence un nombre significatif de musulmans chinois, estimé à 37 millions de fidèles principalement Ouïghours, peuple turkmène dont le territoire avait été annexé à la Chine), en Inde, en Asie du Sud-Est, et dans les royaumes d'Afrique de l'Ouest. De toutes ces contrées, ils ramenèrent aussi des inventions.

### L'invasion mongole et le déclin

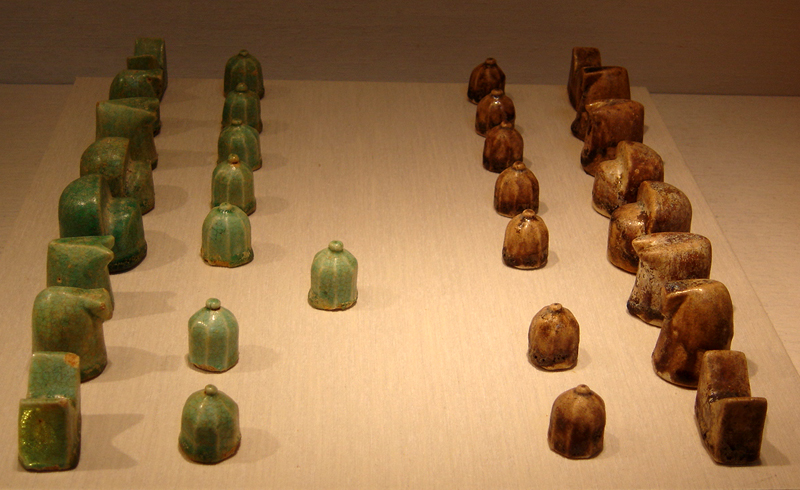
Un chatrang (jeu d'échecs) seldjouk en verre fritté verni du XII.

Si les croisades avaient déjà accablé le monde musulman aux XIe et XIIe siècles, un fléau bien plus terrible s'abattit au cours du XIIIe siècle : en 1206, Gengis Khan porta à la tête des Mongols d’Asie centrale une dynastie puissante. Au cours des décennies suivantes, l'Empire mongol conquit la plus grande partie de l'Eurasie, dont la Chine à l'est et l'essentiel de l'ancien califat (ainsi que le territoire des Rus' de Kiev) à l'ouest. Les historiens adoptent traditionnellement la destruction de Bagdad par les hordes d'Houlagou Khan en 1258 comme date de la fin de l’âge d'or. Les chefs mongols postérieurs, tels Tamerlan, détruisirent des dizaines de villes, massacrèrent des centaines de milliers d'hommes, et ruinèrent à jamais les systèmes d'irrigation antiques de Mésopotamie.
La plupart des tribus mongoles établies au Moyen-Orient finirent par se convertir à l’islam et s'assimilèrent aux turkmènes. L’Empire ottoman finit par renaître de ses cendres, mais l'âge d'or était révolu.

### Les causes du déclin: une question polémique

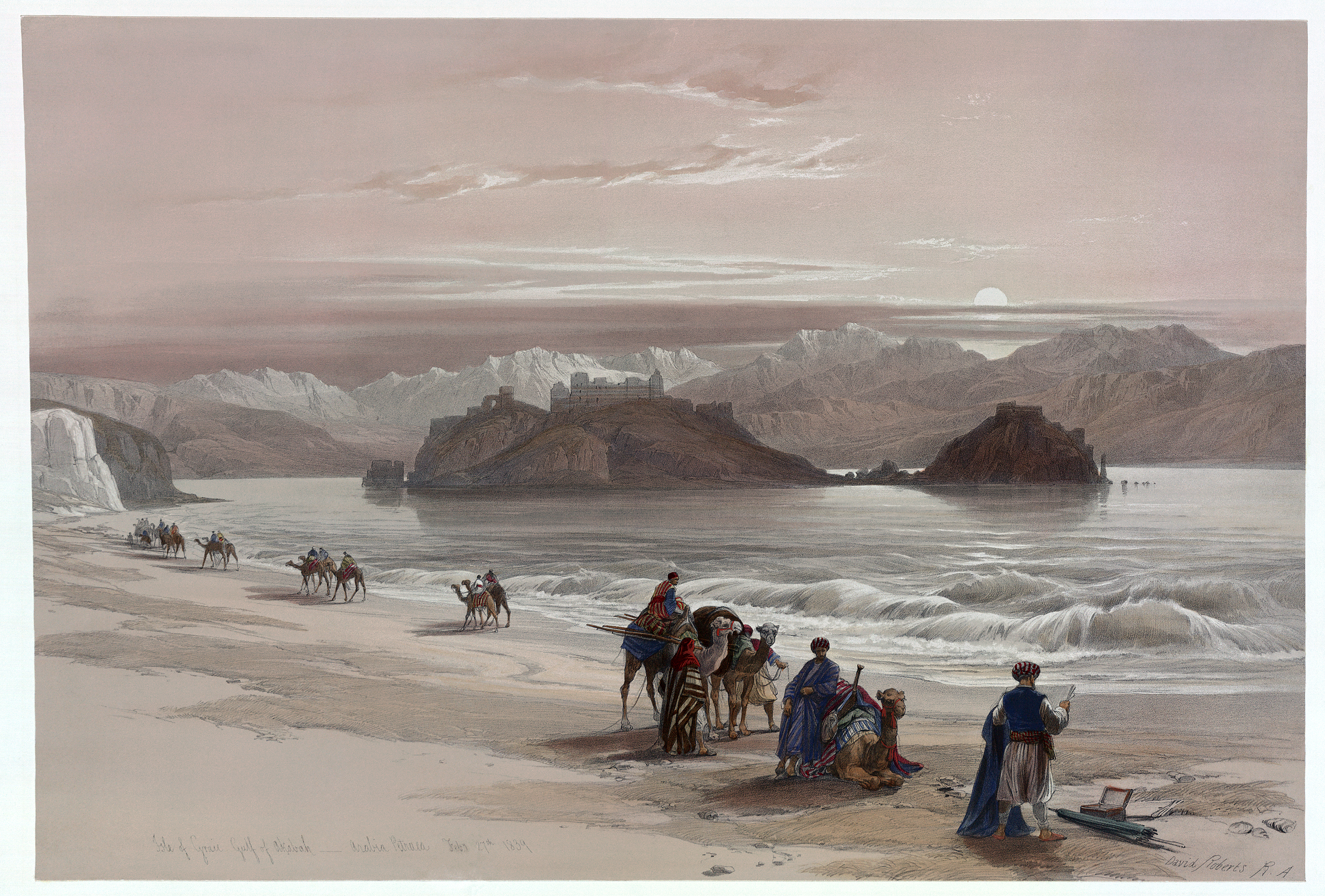
Les routes commerciales antiques, que les marchands arabes avaient réactivées, furent victimes des conquérants croisés, mongols et des colons portugais. Selon Ibn Khaldoun, ces invasions ont ainsi ruiné les économies des monarchies arabes et favorisé la généralisation du brigandage et de la piraterie.

S'il n'y a pas d'accord chez les historiens sur les causes précises du déclin de la civilisation islamique médiévale, tous[évasif] reconnaissent que, par delà les destructions de bibliothèques et de madrassas par les conquérants mongols,,, l'instabilité politique et la primauté donnée à la tradition (taqlīd) aux dépens de l’ijtihad (libre-arbitre) au XIIe siècle, ont mis un terme au dynamisme des sociétés islamiques[réf. nécessaire]. Ahmad Y. Hassan rejette la thèse d’une carence de la pensée créative, car selon lui la science dans l’islam demeurait à ce moment séparée des débats religieux ; il voit plutôt dans les difficultés économiques et politiques décrites par Ibn Khaldoun la cause du déclin.

## Les arts de l'islam

### Arts graphiques
L’enluminure bénéficiait d'une large considération et l'art de la miniature prit un développement remarquable en Perse. La calligraphie, branche à part entière de l’écriture arabe, orne aussi bien les manuscrits que les édifices. Son émergence s'explique par un interdit religieux de l'islam : la représentation des êtres humains.
L'usage du papier, venu de Chine, gagna le monde musulman au VIIIe siècle, puis l'Espagne (et de là le reste de l’Europe) au Xe siècle. Plus simple à produire que le parchemin, moins sujet aux déchirures que le papyrus, il pouvait fixer l'encre, et permit la diffusion de copies du Coran. Selon Jonathan M. Bloom, « Les fabricants de papier de l'Islam développèrent des ateliers de copistes spécialisés multipliant les éditions à un rythme très longtemps supérieur à celui des scriptoriums européens ».

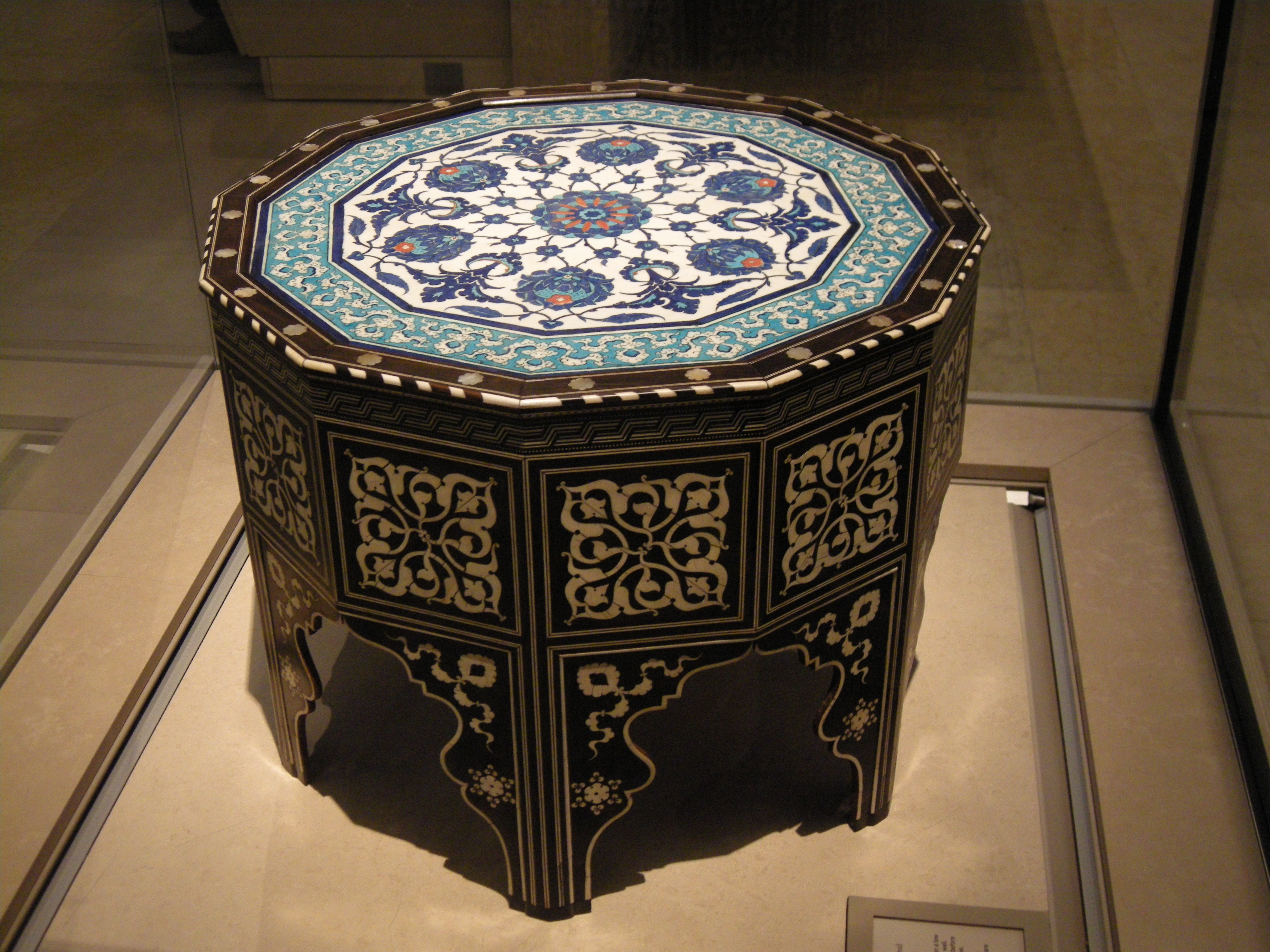
Table marquetée et lambrissée de 1560.

Enfin c'est par le monde musulman que le reste du monde apprit comment fabriquer du papier à partir de chiffon de lin.

### Arts du feu
L’âge d'or de l’art islamique, qui s'étale entre 750 et le XVIe siècle, coïncide avec la floraison des arts du feu : céramique émaillée, verre, métallurgie fine (damasquinage) ; celle de l’enluminure, et de l’ébénisterie.

### Arts du textile

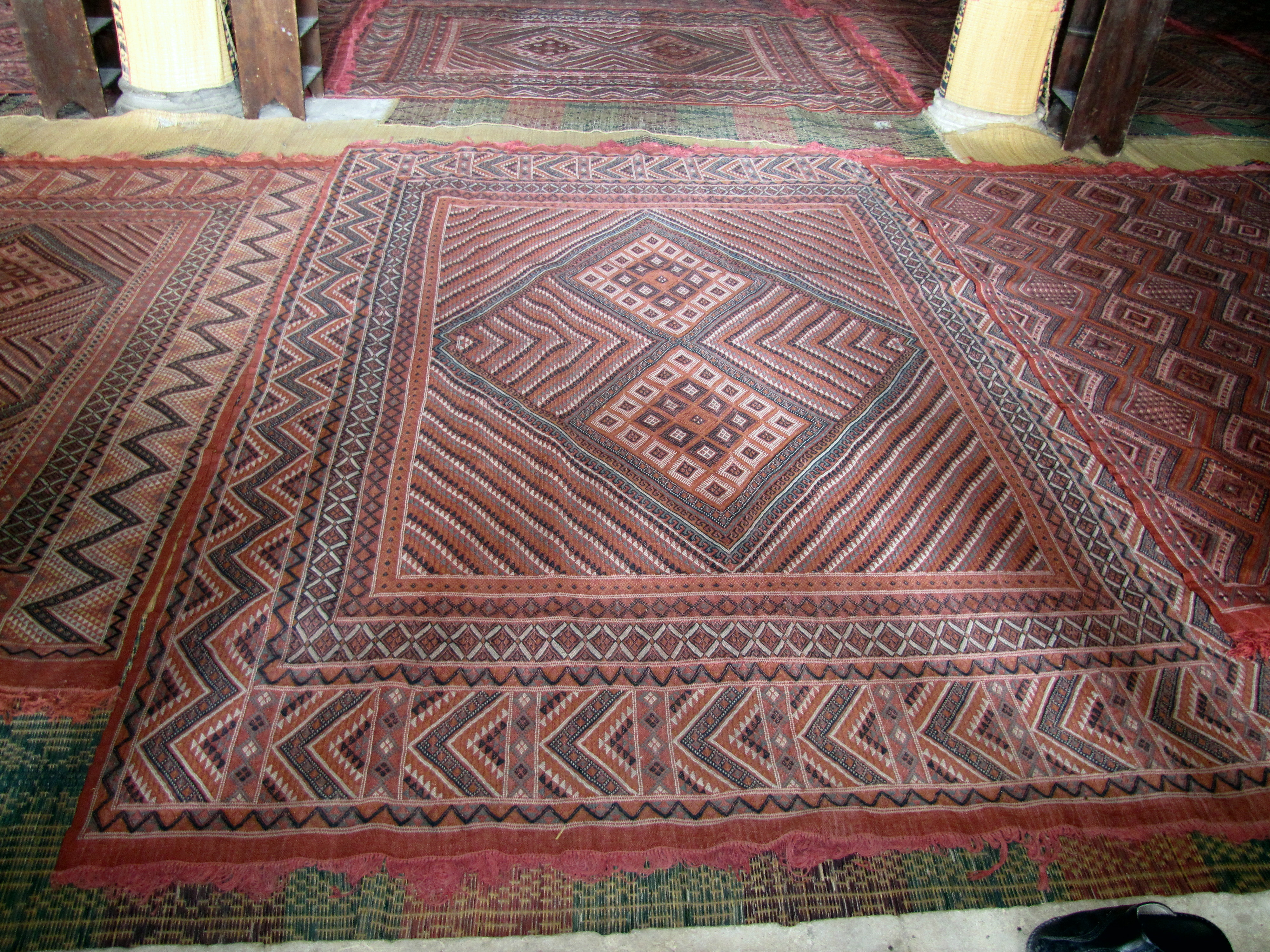
Tapis dans une mosquée.

L’art du textile est l’un des domaines qui exprime le mieux l’art de vivre de cette civilisation. Au Moyen Âge, le mobilier est essentiellement constitué de pièces en textile telles que des couvertures, des coussins, des tapis et des tentures qui expriment le goût pour la splendeur et le luxe. Ces pièces, toujours très colorées, présentes dans l’ensemble du monde musulman, sont à la fois des objets du quotidien pour une population auparavant nomade mais aussi un signe de pouvoir et un symbole religieux que l’on retrouve dans les mosquées. Ainsi, d’immenses tapis recouvrent le sol des mosquées « isolant le croyant des impuretés du sol ».
L’art du textile se développe sur un territoire qui s'étend de l’Espagne à l’Inde, après la période des grandes conquêtes musulmanes. Ainsi, les matières premières circulent, et les savoir-faire se transmettent plus facilement telle la teinture d’indigo qui fleurit en Afrique du Nord et notamment en Égypte (quantara). On assiste également à un renouveau grâce au développement de nouvelles matières comme la soie ou la gaze. L’art du tapis produit des pièces artistiques et culturelles majeures de la civilisation islamique dès les premiers siècles ; des fouilles ont permis de mettre au jour des tapis avec des motifs de fleurs de la période Sassanide. Au XIe siècle, la dynastie Seldjoukide propose un art du tapis avec des motifs géographiques et des couleurs vives.

### Architecture et ingénierie

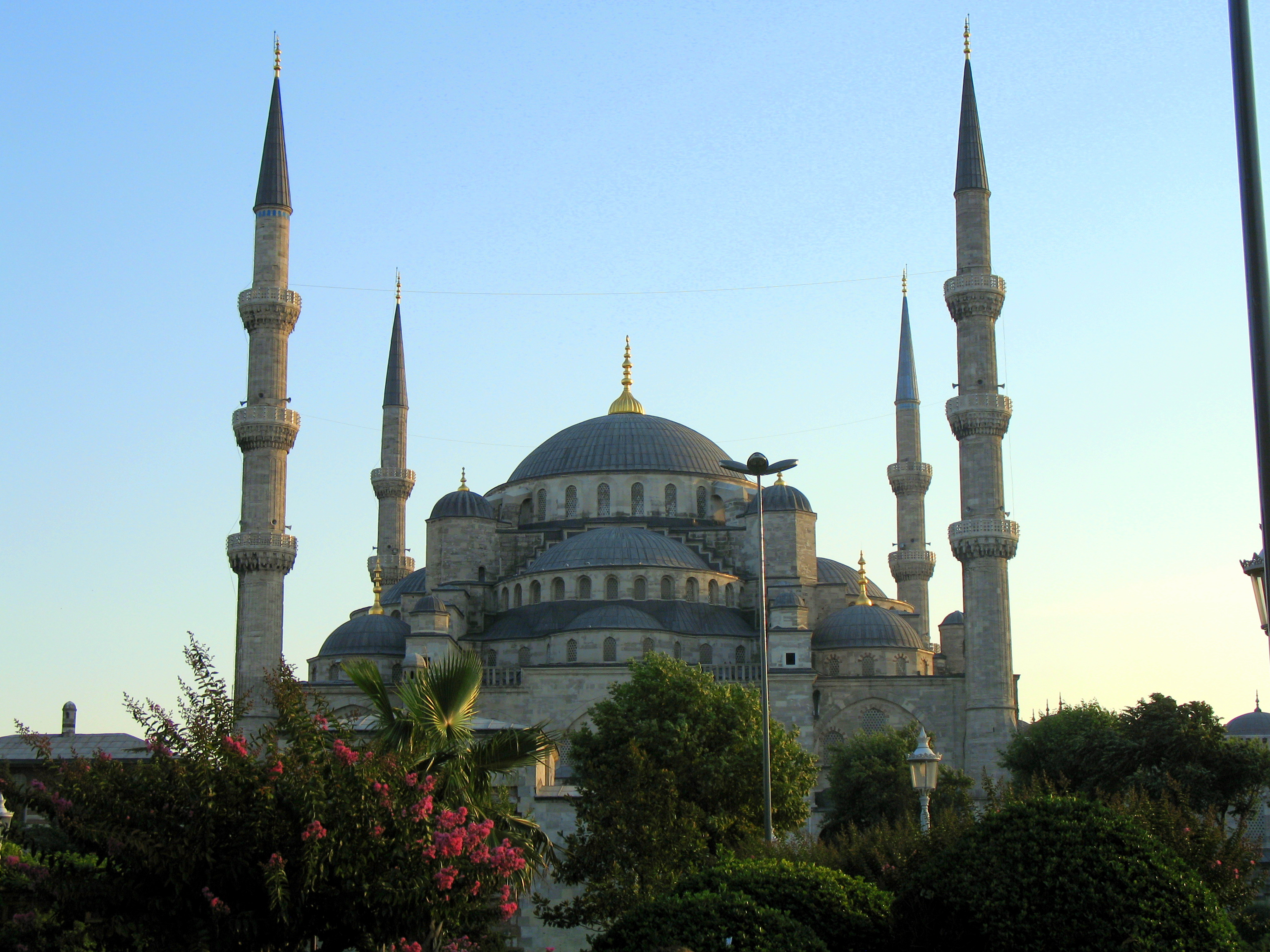
La mosquée bleue, à Istanbul.

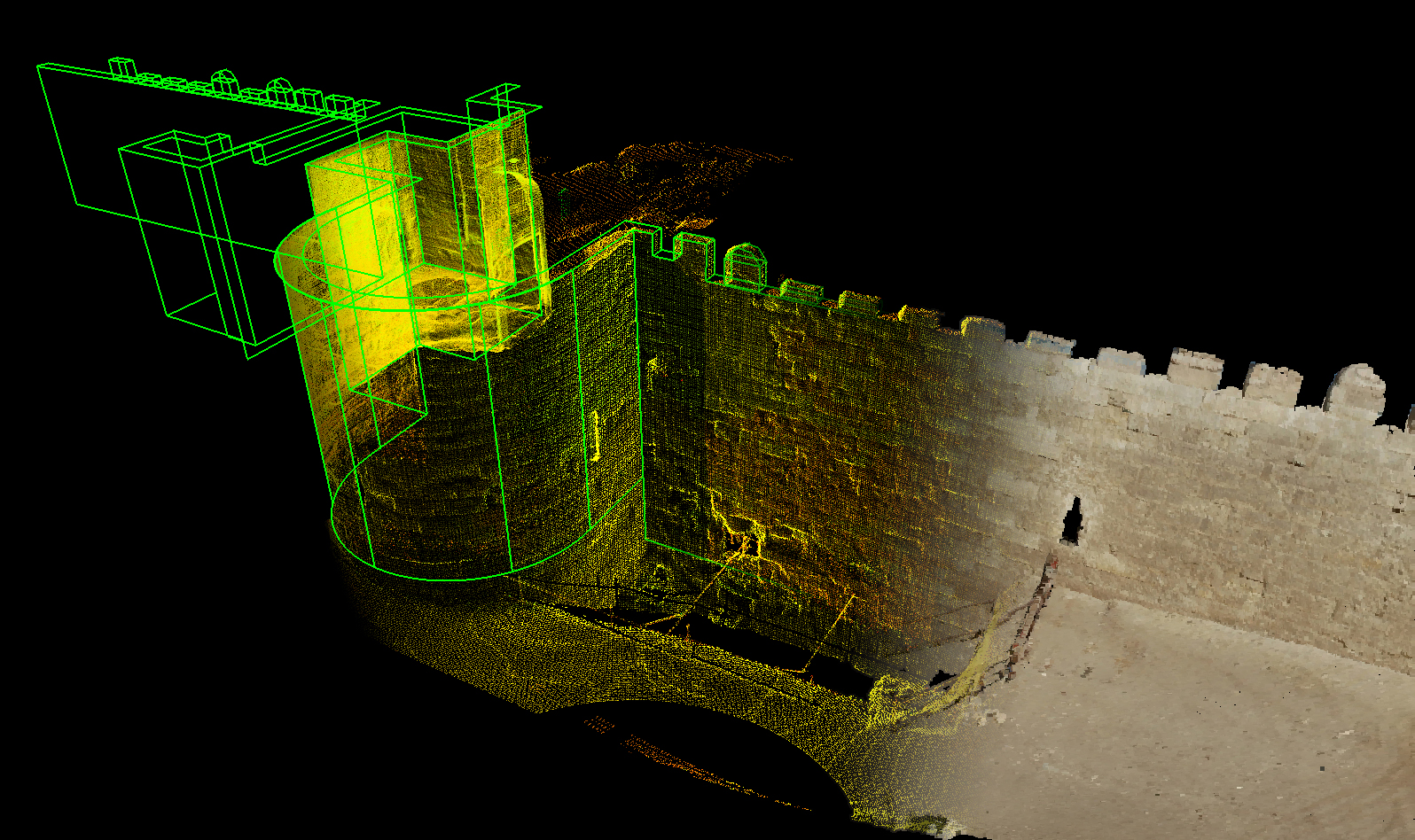
Reconstitution isométrique au scanner tridimensionnel de la grande porte de Bab al-Barqiyya du Caire, sur les remparts des Ayyoubides (XII). Cette porte fortifiée comprend plusieurs enceintes enchâssées les unes dans les autres afin d'assurer une sécurité très supérieure aux autres citadelles de l'époque.

La grande mosquée de Kairouan (en Tunisie), l’ancêtre de toutes les mosquées du Maghreb, est l'une des mieux préservées et un des meilleurs exemples des grandes mosquées des débuts de l'islam. Édifiée en 670, ses contours actuels sont pour l'essentiel ceux de la reconstruction du IXe siècle. Elle comporte un minaret carré à trois niveaux, une vaste cour entourée de portiques à colonnades et une gigantesque salle de prière à hypostyle couverte dans sa partie centrale de deux coupoles.
La Grande Mosquée de Samarra, en Irak, fut achevée en 847. Elle combine un hypostyle ou des rangées de colonnes viennent supporter un plancher sur lequel se dresse un énorme minaret en spirale.
Les Maures inaugurèrent l’architecture islamique d'Espagne et d’Afrique du Nord en 785 avec la construction de la grande mosquée de Cordoue. Cette mosquée se signale par les arcs intérieurs. L’architecture mauresque atteignit son apogée avec la construction de l’Alhambra, le magnifique palais-forteresse de Grenade, avec ses espaces intérieurs aérés décorés de fresques rouges, bleues et dorées. Les murs sont ornés de motifs végétaux stylisés, d’inscriptions en arabe, d’arabesques, et sont couverts de carreaux faïencés.

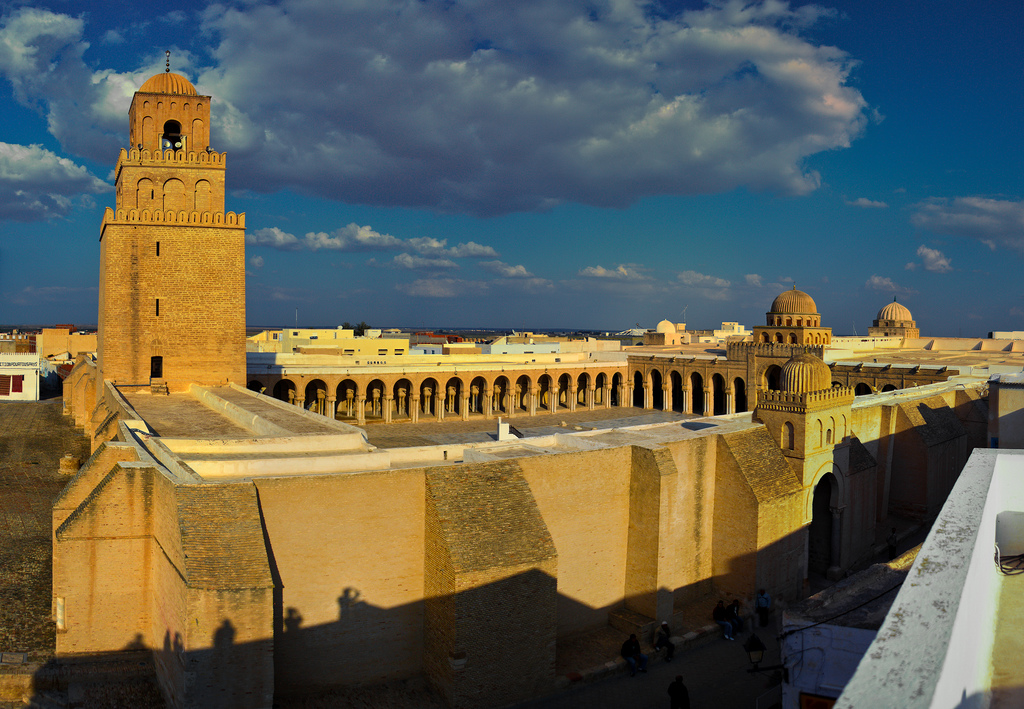
L'état actuel de la grande mosquée de Kairouan (ou mosquée d’Oqba, en Tunisie), fondée en 670, remonte au IX ; c’est l’un des chefs-d’œuvre de l’architecture islamique.

## Philosophie

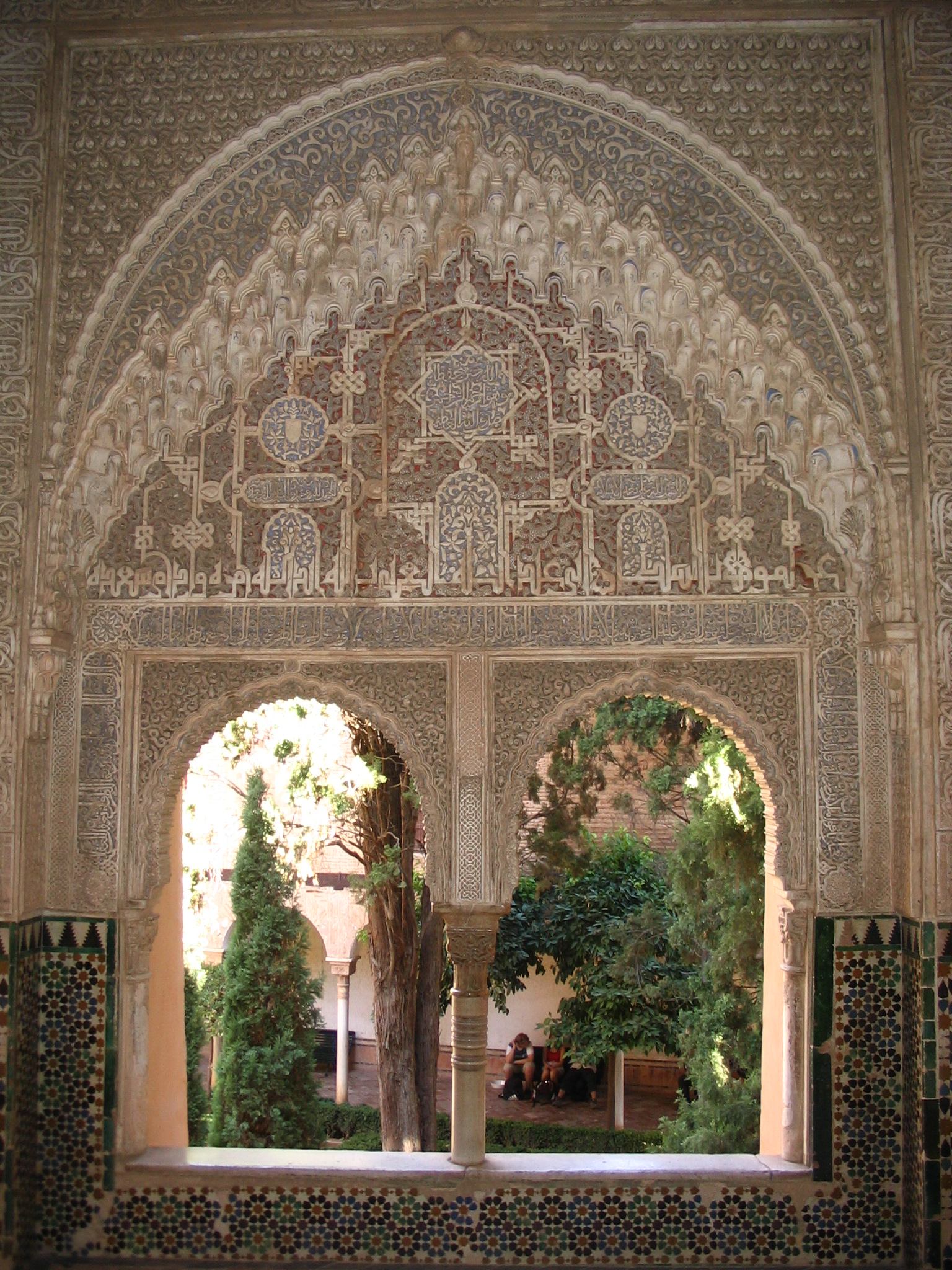
Originaire d’Al-Andalus, Averroès est l'une des sources de la pensée profane dans l’Occident chrétien médiéval.

Averroès et l’érudit persan Ibn Sina (Avicenne) préservèrent et commentèrent les œuvres d’Aristote, dont les idées imprégnèrent peu à peu la pensée profane des mondes musulmans et chrétiens. Ces deux savants compilèrent aussi certaines idées venues de Chine et de l’Inde, non sans y ajouter leurs propres réflexions. Ibn Sina et d'autres penseurs comme al-Kindi et al-Farabi combinèrent aristotélisme et néoplatonisme aux philosophies nées de l'islam.
La littérature philosophique arabe fut à son tour traduite en Latin et en ladino, et se trouve ainsi aux origines de la philosophie européenne moderne. L’historien médiéval Ibn Khaldoun, le traducteur des sources médicales grecques Constantin l'Africain de Carthage, et le traducteur Al-Khawarizmi qui compila les techniques mathématiques grecques et indiennes, sont parmi les plus importantes figures de l’âge d'or. En cette période, la terre d'islam vit aussi l'éclosion de penseurs non-musulmans tels le philosophe juif Moïse Maïmonide, qui vivait en Andalousie (voir l'histoire des Juifs en terre d'islam).

## Sciences et techniques

L’art du carrelage girih, qui consiste à former des motifs en quasi-cristaux, illustre les rapports entre l'art islamique médiéval et les sciences.

### Mathématiques et astronomie
L'âge d'or de l’islam vit l’éclosion de plusieurs grands savants arabes. À ces hommes, la civilisation est redevable du développement de la trigonométrie sous sa forme moderne (notamment la systématisation de l’emploi de tables, ou zij pour calculer les phases de la Lune), avancées en optique (tabulation des angles de réfraction, développement de la catoptrique) et en astronomie. Le calcul du jour où le croissant lunaire recommence à devenir visible constituait un redoutable défi pour les savants arabes. Bien qu'en effet la théorie de Ptolémée du mouvement composé de la lune soit assez exacte à l'époque de la nouvelle lune, elle ne donne la trajectoire de la lune que par rapport au cercle de l’écliptique. Pour prédire quel jour la lune commence à redevenir visible, il fallait pouvoir décrire son mouvement par rapport à l’horizon, un problème dont la résolution appartient à une géométrie sphérique assez sophistiquée.
À partir du VIIIe siècle, les savants musulmans se mirent à traduire un grand nombre d'écrits sanskrits et pehlevis en arabe. La plus célèbre de ces traductions est celle du Surya Siddhanta et des livres de Brahmagupta, parue en 777 sous le titre Zij al-Sindhind, et due à la plume de Muhammad al-Fazari et de Yaqūb ibn Tāriq.
Des fragments de cette période témoignent de l’adoption par les Arabes des tables de sinus (héritées des mathématiques indiennes) de préférence aux tables des cordes employées par les astronomes grecs.
L’intérêt des Arabes pour l’astronomie a crû parallèlement à celui pour les mathématiques. De ce point de vue, le rôle joué par l’Almageste (composé vers l’an 150) de l’astronome alexandrin Ptolémée (vers 100-178) est exemplaire. L’Almageste a effectivement fait date en astronomie, rassemblant, à l’instar des Éléments d’Euclide pour la géométrie, toutes les connaissances contemporaines de leur auteur. Les Arabes l’intitulèrent Le Très Grand, ajoutant au superlatif grec megiste (« Très Grand ») l’article défini arabe al- : ainsi l’ouvrage a-t-il été transmis à l’Occident latin sous le titre d’Almageste.

### Médecine

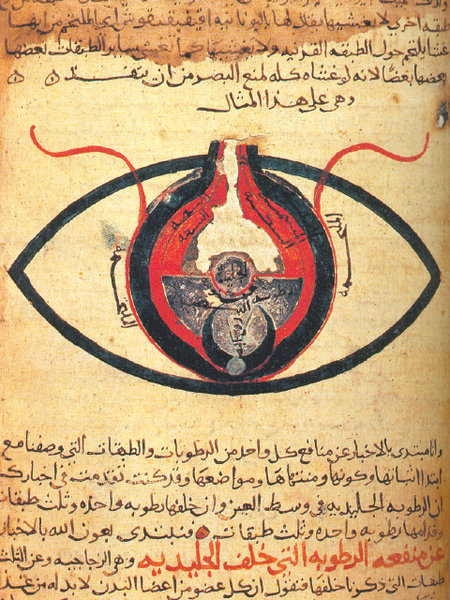
L’œil humain d'après Hunayn ibn Ishaq. Tiré d'un manuscrit daté autour de 1200.

La médecine occupe une place centrale dans la culture médiévale islamique. S'adaptant aux spécificités des époques et des lieux, les médecins et les savants arabes ont produit un corpus médical considérable, embrassant aussi bien la théorie que la pratique.
La médecine arabe est fondée sur la tradition, c'est-à-dire essentiellement les connaissances théoriques et pratiques léguées par les Grecs, les Romains et les Perses. Aux yeux des savants de l’islam, Galien et Hippocrate étaient l’autorité suprême en matière de médecine, suivis des savants de l’Alexandrie hellénistique. Les savants arabes traduisirent ces textes dans leur langue puis ajoutèrent de nouvelles connaissances. Pour rendre la tradition grecque plus accessible, compréhensible et assimilable, ils ordonnèrent le corpus médical gréco-romain foisonnant et parfois contradictoire, en composant des encyclopédies et des abrégés.
Dans l'Europe carolingienne, le savoir païen des Grecs et des Romains était suspect d'hérésie, et ce n’est que par les traductions latines du XIIe siècle depuis l’arabe qu’elle put redécouvrir la médecine hellénistique, y compris les écrits de Galien et d’Hippocrate. Des encyclopédies comme le Canon d’Avicenne, traduit en latin puis diffusé sous forme de manuscrits, eut peut-être une influence encore supérieure. Pour les seuls XVe et XVIe siècles, le Canon Médical connut plus de trente-cinq ré-éditions.
Dans le monde arabe, les grandes villes possédaient leur hôpital comme l’hôpital Qalawun du Caire, qui employait un personnel nombreux de médecins, de pharmaciens et d’infirmiers.

## Commerce et transports

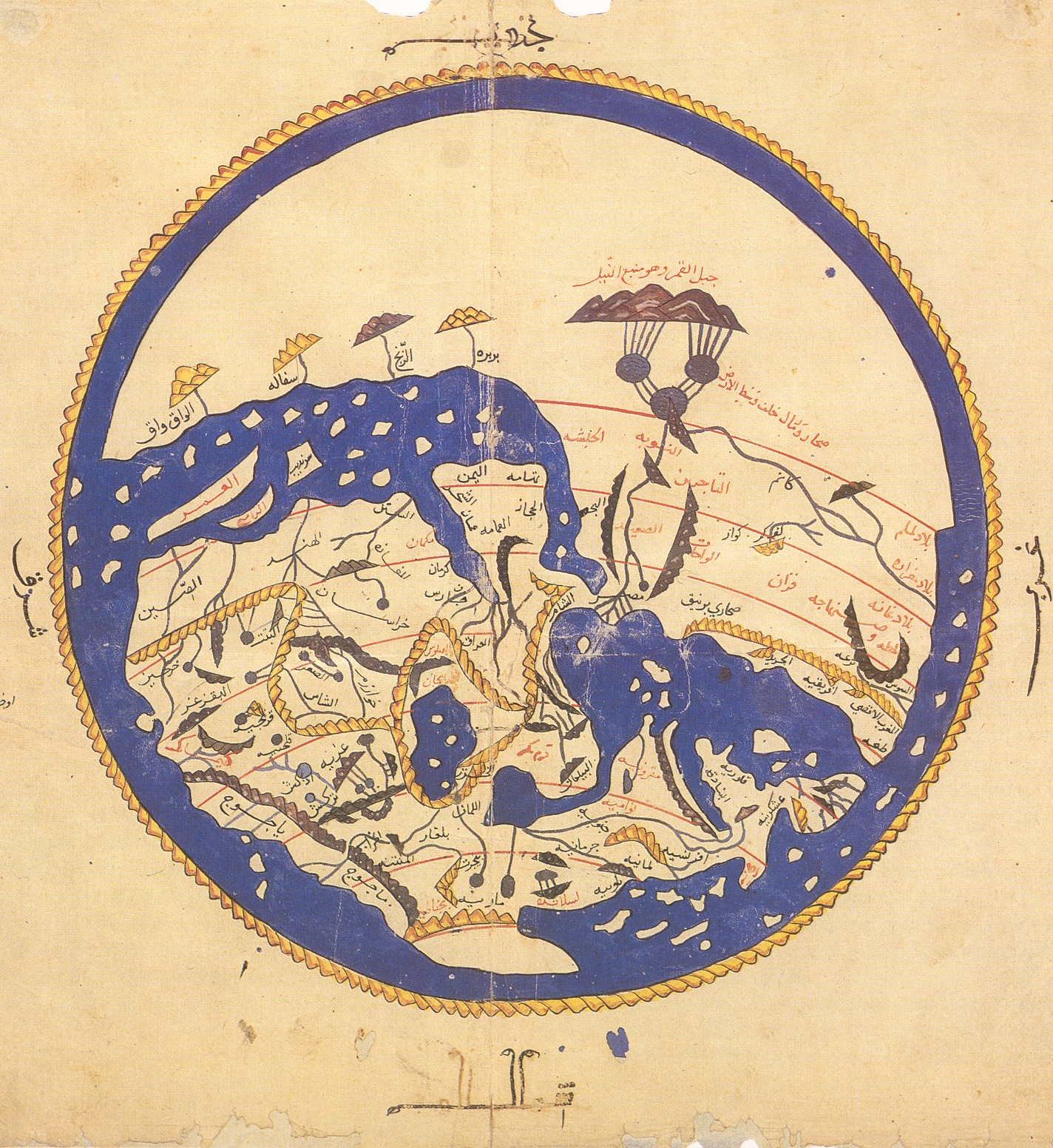
Mappemonde synoptique en frontispice de l'atlas mondial d’Al Idrissi (1154) ; notez que le Sud est en haut de la carte.

Hormis les grands fleuves comme le Nil, le Tigre et l’Euphrate, les rivières des pays d’islam étaient rarement navigables, et le transport maritime devenait d’autant plus important. Les techniques de navigation étaient donc particulièrement développées, et s’appuyaient sur l’usage d’un ancêtre du sextant (appelé kamal). En conjonction avec les cartes de l’époque, les marins étaient capables de traverser l’océan Indien sans devoir caboter. Les armateurs musulmans ont remis en usage les grands cargos trois-mâts en Méditerranée. Le terme de « caravelle » proviendrait du nom d'un type de navire arabe, le qārib, sorte de boutre,.